# Armadilloniscus aestuarii
Armadilloniscus aestuarii är en kräftdjursart som beskrevs av Karl Wilhelm Verhoeff 1930. Armadilloniscus aestuarii ingår i släktet Armadilloniscus och familjen Detonidae. Inga underarter finns listade i Catalogue of Life.